# Tierbach (Murr)
Der Tierbach ist ein etwa 3 km langer Bach auf der Gemeindegemarkung von Oppenweiler im Rems-Murr-Kreis im nördlichen Baden-Württemberg, der nach einem etwas nach Westen ausholenden, insgesamt südlichen Lauf im Gewerbegebiet von Oppenweiler in der Flussaue von rechts in die mittlere Murr mündet.

## Geographie

### Verlauf
Der Tierbach entspringt der Seufzerquelle im Wald auf etwa 429 m ü. NHN, die ca. 0,7 km ostsüdöstlich des Wilhelmsheims im Südosten des Waldgewanns Greut in der Nähe eines Parkplatzes liegt und etwa doppelt so weit im Norden der Höhensiedlung von Reichenberg. 
Der junge Bach fließt den ersten halben Kilometer westlich durch den Wald bis in eine Wendeserpentine der das Dorf Reichenberg übers obere Tal mit dem zentralen Oppenweiler verbindenden Straße. Dort, auf rund 370 m ü. NHN, mündet der einzige, nur etwa 0,3 km lange Zufluss von einiger Bedeutung, ein unbeständiger Bach aus einer kurzen, südwärts laufenden Waldklinge, die unmittelbar östlich des Wilhelmsheim-Geländes im Gewann Heiligenbrunnen beginnt.

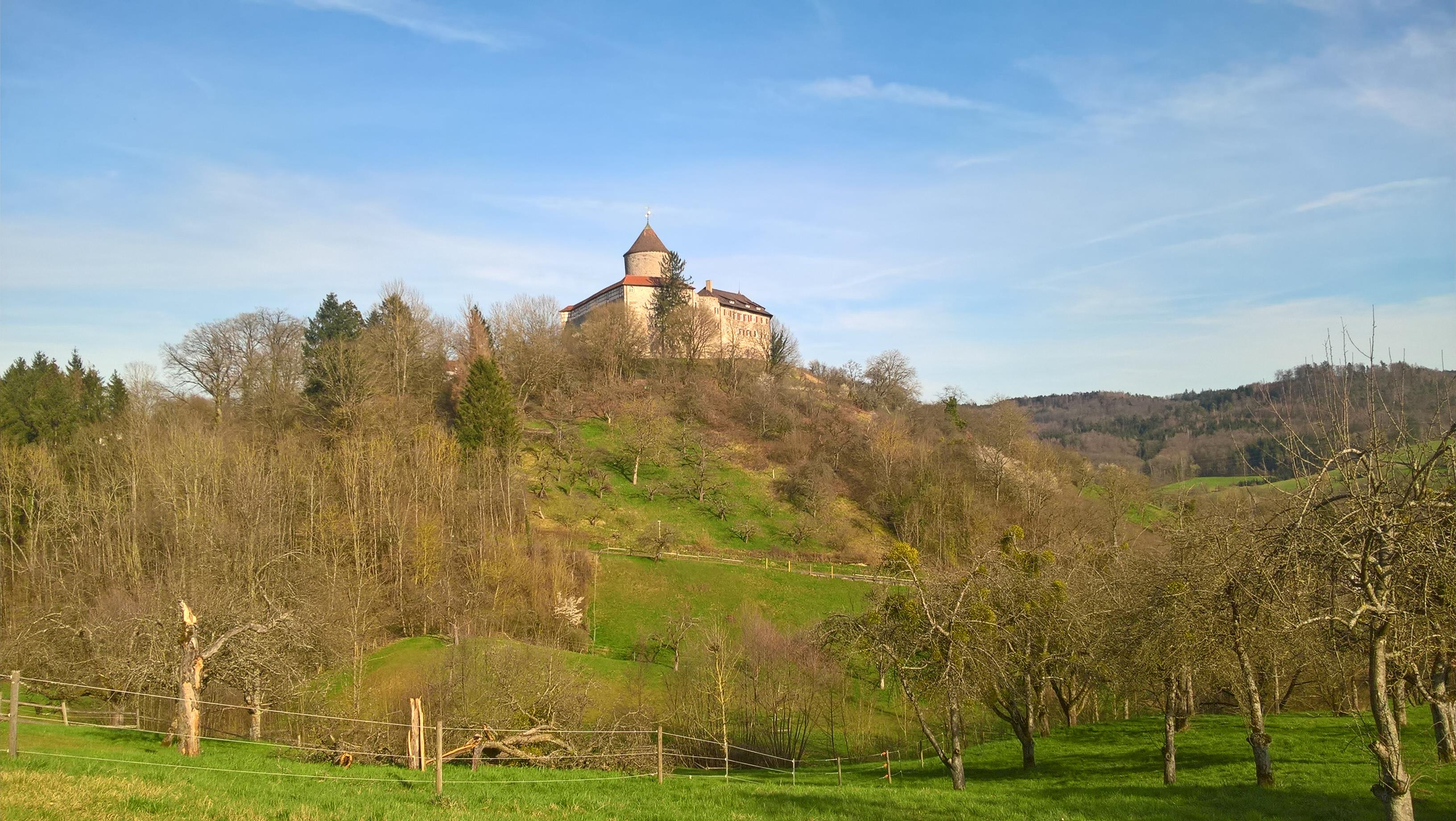
Der Tierbach fließt am Spornfuß der Burg Reichenberg entlang

Am Zufluss wendet sich der Tierbach nach links in die Richtung des Zulaufs auf Südkurs durch seine bewaldete und abschnittsweise steil eingerissene Klinge, die erst nach etwa zwei Dritteln des Laufs auf etwa 275 m ü. NHN wenig nordwestlich und unter dem Sporn der Burg Reichenberg in eine flachere Talmulde übergeht. Der Bach zieht nunmehr, immer noch mit kleinen Richtungswechseln, durch Obstwiesen im Weichbild der westlichen Talsiedlung von Reichenberg um die Tierbachstraße und durchquert diese auf ab dort südöstlichem Kurs. Nach einem kurzen Laufstück durch Talflur aus Wiesen und Äckern unterquert er die hier Sulzbacher Straße genannte Bundesstraße 14 und zieht dann begradigt durch das Gewerbegebiet in der flachen rechten Talaue der Murr zwischen Reichenberg und Oppenweiler. 
Am Knick der Uferstraße mündet er schließlich auf etwa 256 m ü. NHN von rechts in die mittlere Murr.
Der Tierbach ist 3,1 km lang, hat ein mittleres Sohlgefälle von rund 57 ‰ und mündet etwa 173 Höhenmeter unterhalb seines Ursprungs in der Seufzerquelle.

### Einzugsgebiet
Das Einzugsgebiet des etwa 1,7 km² entwässernden Tierbachs liegt im Naturpark Schwäbisch-Fränkischer Wald und am Westrand des Naturraums Schwäbisch-Fränkische Waldberge zum Nachbarraum Neckarbecken, genauer zu dessen Teilraum Äußere Backnanger Bucht. Es gliedert sich in einen überwiegenden Anteil im Unterraum Südwestliche Löwensteiner Berge und einen kleineren, mündungsnahen im Murrtal. Der Bach ist der letzte Zufluss der Murr vor ihrem Eintritt in die Backnanger Bucht.
Die mit wenig über 490 m ü. NHN höchsten Punkte im Einzugsgebiet liegen an der recht gleichmäßig hohen nördlichen Wasserscheide zum Lauter-Zufluss Marderbächle, die danach entlang der Nordostgrenze sich in einem Kamm nach Südosten bis in den Bereich des Seufzerbrunnens absenkt, hinter dem das unterste Tal des größten Murr-Zuflusses „Spiegelberger“ Lauter liegt. Danach zieht die Grenze vor dem Einzugsgebiet des kleinen Murr-Zuflusses Rossstallbach südwärts auf deren Sporn bis hinab zur Burg Reichenberg, von dort steil in die Talebene und flach bis zur Mündung.
Die westliche Wasserscheide, die über den Sporn Schiffrainberg nordwärts ansteigt, am Ende durchs westliche Wilhelmsheim und bis zurück zum Nordwesteck auf der Scheide zum Marderbächle, grenzt auf ganzer Länge an das Nachbar-Einzugsgebiet des nächsten Murr-Zuflusses Rohrbach; im unteren Bereich konkurriert der Rohrbach selbst, im oberen dessen linker Zufluss Hirtenbach.
Das Gebiet teilt sich etwa hälftig auf in Wald einerseits und offene Flur mit Siedlungsbereichen andererseits. Der Wald steht vor allem im Norden und Nordosten sowie in der Talklinge bis zum Ende des Mittellaufs. Das größte zusammenhängende Stück offener Flur liegt von etwas südlich der Seufzerquelle bis hinab zur Siedlung an der Burg Reichenbach auf dem Spornkeil, der das Tierbachtal vom Murrtal oberhalb der Mündung trennt. Bebautes Terrain am Ufer gibt es nur am Unterlauf in Gestalt der westlichen Talsiedlung von Reichenberg um die Tierbachstraße und der Gewerbezone Oppenweilers im Tal; daneben liegt auch ein großer Teil der Höhensiedlung Reichenbergs zurückgesetzt hinter der Burg im Einzugsgebiet, eine separat stehende Hofgruppe des Weilers Schiffrain sowie der größte Teil des Wilhelmsheim-Geländes, die alle wie das gesamte Einzugsgebiet zur Gemeinde Oppenweiler gehören.

## Geologie
Der Einzugsbereich des Tierbachs liegt im Bereich der Mittelkeuper-Schichten der südlichen Löwensteiner Berge. Höchste Schicht ist der Stubensandstein (Löwenstein-Formation) an der Wasserscheide im Norden und Osten des Wilhelmsheims zu Marderbächle und Lauter. Nachdem diese am Südrand in einem Band säumenden Oberen Bunten Mergeln (Mainhardt-Formation), in denen auch der Seufzerbrunnen liegt, setzen sich die südwärts laufenden Sporne, im Westen zum Schiffrainberg, im Osten zu Sporn mit der Burg Reichenberg an der Spitze, lange südwärts fort, sie deckt der Kieselsandstein (Hassberge-Formation). Im Klingental des Baches dazwischen stehen auf dem größten Teil seiner Fläche die Unteren Bunten Mergel (Steigerwald-Formation) an. Den Fuß des Burg-Reichenberg-Sporns umgibt ein schmaler Streifen Gipskeuper (Grabfeld-Formation), dann beginnen die Auensedimente der breiten rechten Talebene der Murr, während die vom Stumpf des Sporns zum Rohrbach etwas abgesetzte Südspitze des Schiffrainbergs mit dem für das benachbarte Backnanger Becken typischen Lösssediment aus quartärer Ablagerung bedeckt ist. Zur Murr zu haben der Tierbach und benachbarter Rohrbach zwei ineinander übergehende Mündungskegel abgelagert.
Durchs Einzugsgebiet zieht von Westsüdwesten nach Ostnordosten die Neckar-Jagst-Fuche, eine weitreichende Senkungszone mit einer entsprechenden Störungslinie übers Tal, die aus der Erlenklinge westlich des Rohrbachs kommt, das Südende des Schiffrainbergs streift und sich dann in der Satteleinsenkung hinter der Spornspitze der Burg Reichenberg im Osten des Tierbachs fortsetzt; die Hochscholle liegt hier an der Südseite. Zwei weitere, etwa parallele Störungslinien mit umgekehrter Abtreppung werden weiter nördlich vermutet. Eine vierte, nunmehr Westnordwest–Ostsüdost über den Hahnbühl (395,9 m ü. NN) auf dem hinteren Reichenberg-Sporn ziehende mit wiederum Abtreppung von Süd nach Nord ist nachgewiesen.

## Natur und Schutzgebiete
Große Teile des Einzugsgebietes liegen im Landschaftsschutzgebiet Rohrbachtal mit Reichenberg.

### LUBW
Amtliche Online-Gewässerkarte mit passendem Ausschnitt und den hier benutzten Layern: Lauf und Einzugsgebiet des Tierbachs

Allgemeiner Einstieg ohne Voreinstellungen und Layer: Daten- und Kartendienst der Landesanstalt für Umwelt Baden-Württemberg (LUBW) (Hinweise)
1. 1 2 3 4  Höhe nach dem Höhenlinienbild auf dem Hintergrundlayer Topographische Karte.
2. ↑  Länge nach dem Layer Gewässernetz (AWGN).
3. ↑  Einzugsgebiet nach dem Layer Basiseinzugsgebiet (AWGN).
4. ↑  Länge abgemessen auf dem Hintergrundlayer Topographische Karte.
5. ↑  Höhe nach schwarzer Beschriftung auf dem Hintergrundlayer Topographische Karte.

### Andere Belege
1. ↑  Abfluss-BW - Daten und Karten
2. ↑  Wolf-Dieter Sick: Geographische Landesaufnahme: Die naturräumlichen Einheiten auf Blatt 162 Rothenburg o. d. Tauber. Bundesanstalt für Landeskunde, Bad Godesberg 1962. → Online-Karte (PDF; 4,7 MB)
3. ↑  Hansjörg Dongus: Geographische Landesaufnahme: Die naturräumlichen Einheiten auf Blatt 171 Göppingen. Bundesanstalt für Landeskunde, Bad Godesberg 1961. → Online-Karte (PDF; 4,3 MB)
4. ↑  Geologie nach der unter → Literatur aufgeführten geologischen Karte. Einen gröberen Überblick verschafft auch: Mapserver des Landesamtes für Geologie, Rohstoffe und Bergbau (LGRB) (Hinweise)